# Neurone unipolaire
Un neurone unipolaire est un type de neurone dans lequel un seul processus protoplasmique (neurite) se prolonge à partir du corps cellulaire. La plupart des neurones sont multipolaires, générant plusieurs dendrites et un axone, il y a aussi de nombreux neurones bipolaires. Les neurones bipolaires qui, pendant leur développement se transforment en neurones unipolaires sont connus comme des neurones pseudo-unipolaires.
Les neurones unipolaires sont fréquents chez les insectes, où le corps cellulaire est souvent situé à la périphérie du cerveau et est électriquement inactive. Ces corps cellulaires envoient souvent un seul neurite au cerveau ; cependant, cette neurite peut se ramifier dans un grand nombre de branches faisant un ensemble très complexe de connexions avec d'autres neurites, dans les régions du neuropile.
Chez toutes les espèces, y compris les vertébrés et les invertébrés, de nombreux types de neurones sensoriels primaires sont pseudo-unipolaires. Ceux-ci ont des structures spéciales pour une transduction d'un certain type de stimulus physique (lumière, son, température, etc.) dans l'activité électrique, et non pas dans les dendrites, et un seul axone qui transmet les signaux résultants dans la moelle épinière ou au cerveau.